# 4everevolution
4everevolution ist das achte Soloalbum des britischen Rappers Roots Manuva. Es erschien am 3. September 2011 über das Plattenlabel Big Dada Recordings.

## Titelliste
1. First Growth – 3:08
2. Here We Go Again – 3:58
3. Skid Valley – 2:46
4. Who Goes There? – 2:54
5. Watch Me Dance – 4:05
6. Revelation – 4:17
7. Wha' Mek? – 4:40
8. Takes Time – 3:12
9. Beyond This World – 2:33
10. Go Champ – 2:19
11. Get the Get – 2:40
12. Crow Bars – 2:54
13. The Throws of It – 7:03
14. Noddy – 3:49
15. Much Too Plush – 3:12
16. The Path – 3:13
17. Banana Skank – 2:35

## Rezeption

### Chartplatzierungen
4everevolution stieg auf Platz 59 der britischen Album-Charts ein. Nach einer Woche verließ die Veröffentlichung die Charts des Vereinigten Königreichs wieder.

### Kritik
Die E-Zine Laut.de bewertete 4everevolution mit zwei von möglichen fünf Punkten. Aus Sicht der Redakteurin Dani Fromm reichen „ein Hit und etliche gute, aber verschenkte Ansätze […] weder zur Re- noch zur Evolution.“ Bereits „der erste Hördurchlauf“ genüge, um 4everevolution im Vergleich zu Manuvas Alben Duppy Writer, Slime & Reason und Run Come Save Me „alt aussehen zu lassen.“ So passen „die verschiedenen Bestandteile der einzelnen Tracks einfach nicht zueinander“ und „berauben sich gegenseitig ihrer Wirkung.“ Dies sei etwa „bitter schade um Roots Manuvas Stimme und sein unverkennbares Rap-Talent.“ Die Streicher im Stück Revelation wirken „deplatziert“, Skid Valley wirke „einfach nur überfrachtet“ und Beyond This World entführe durch den „Mädchen-Background-Gesang […] in die totale Harmlosigkeit.“ Ausschließlich das Stück Here We Go Again halte, „was Roots Manuvas bisheriges Schaffen eigentlich“ verspreche.